# Frederik Christiaan Woudhuizen

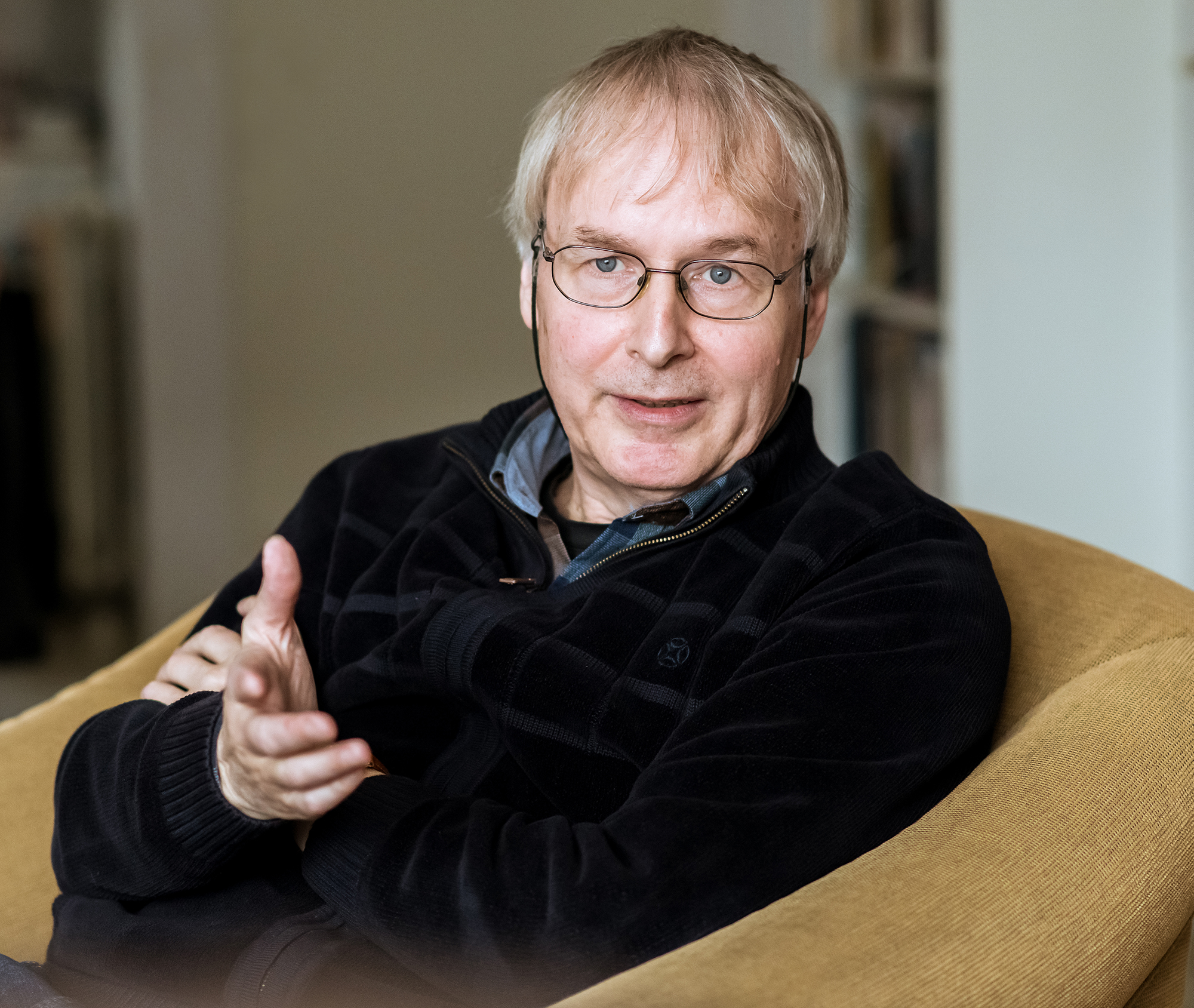
Fred C. Woudhuizen (2020)

Frederik Christiaan Woudhuizen (* 13. Februar 1959 in Zutphen; † 28. September 2021 in Heiloo) war ein niederländischer Historiker, der sich in erster Linie mit der Erforschung indogermanischer Sprachen befasste und hier insbesondere an der Erforschung der etruskischen, sowie der luwischen Sprachen arbeitete. Den Ursprung dieser Sprachen und ihrer Schrift vermutete er in Anatolien.

## Leben
Fred Woudhuizen machte 1977 das Abitur. Sein Studium der Geschichte beendete er 1985 mit einem Examen in Alter Geschichte und der Spezialisierung auf Ur- und Frühgeschichte des mediterranen Raumes. Woudhuizens Ausbildung umfasste Provinzialrömische Archäologie und das Studium klassischer Sprachen, darunter Latein und Griechisch, sowie luwische Sprachen, italische Dialekte und Mykenologie. 2006 erwarb er mit der Dissertation The Ethnicity of the Sea Peoples den Doktortitel der Erasmus-Universität Rotterdam.
Von 1986 bis 1989 und 1992 bis 1995 war Woudhuizen Herausgeber des niederländischen Fachjournals Talanta. Proceedings of the Dutch Archaeological and Historical Society und von 1990 bis 1992 Direktor der Henri Frankfort Foundation. Zuletzt arbeitete er als freier Wissenschaftler.

## Wirken
Woudhuizen untersuchte insbesondere die Schriftsysteme der Spätbronzezeit und frühen Eisenzeit des Mittelmeerraumes, darunter Luwische Hieroglyphen, Kretische Hieroglyphen, die Linearschrift A, die Kypro-minoische Schrift und die Byblos-Schrift. Außerdem hat er sich umfassend mit der luwischen Sprache und mit Trümmersprachen (Lykisch, Lydisch, Sidetisch, Karisch) befasst sowie Etruskisch und Südwest-Iberisch erforscht. Woudhuizen wendet bei seinen Arbeiten ein methodisches Prinzip an, das Stefan Hiller als „paläografisch-komparatistisches Verfahren“ bezeichnet. Dieses hatte zum Teil bereits auch Michael Ventris bei der Entzifferung von Linearschrift B verwendet. Dabei werden einander ähnliche oder vergleichbare Zeichenformen in verwandten Schriftsystemen herangezogen und deren bekannte Lautwerte auf die zu entziffernde Schrift übertragen. Woudhuizen bezeichnet den schwierigsten Teil seiner Arbeit bei Entzifferungen als „Jagd nach Lautwerten“. Wenn die Zeichenfolge der zu entziffernden Schrift in eine Folge von Lautwerten übertragen werden kann, wird die Schrift lesbar. Um sie auch verständlich zu machen, müssen Wortparallelen in anderen Sprachen herangezogen werden. Auf Grund der engen Verwandtschaft der Sprachzweige innerhalb der indoeuropäischen Sprachfamilie sei die Bedeutung mancher Begriffe jedoch naheliegend.
Bis 2008 arbeitete Woudhuizen über zwei Jahrzehnte an der Seite von Jan Best, damals Dozent für Alte Geschichte und Vor- und Frühgeschichte an der Universität Amsterdam. Best hatte 1981 die Trankopferformel in Linear A entschlüsselt: „Ich habe gegeben und meine Hand hat ein Sühnopfer gebracht [...], oh Aššara.“ Dieser Satz zeigte, dass es sich um eine semitische Sprache handelt, die in einer im Wesentlichen aus den Kretischen Hieroglyphen abgeleiteten, linearisierten Schrift geschrieben wurde. Woudhuizen setzte diese Arbeit ab 2009 allein fort und übertrug dabei vor allem die Lautwerte von der späteren Linearschrift B auf die Zeichen der Linearschrift A. Die Wörter konnte er anschließend mit Hilfe eines semitischen Wörterbuchs identifizieren – und somit Linear A lesen. Die Sprache der Tafeln ist laut Woudhuizen identisch mit dem semitischen Dialekt, der zur gleichen Zeit in Byblos gesprochen wurde.
Die Entzifferung der Linearschrift A löste einen Domino-Effekt aus, weil durch die Übertragung von Lautwerten zwischen ähnlichen Zeichen in unterschiedliche Schriftsysteme auch andere bisher als unentziffert geltende Schriften lesbar wurden, darunter die Byblos-Schrift und Kypro-minoisch. Auf Kreta war laut Woudhuizen die Situation im Hinblick auf Sprachen und Schriften kompliziert, da dort neben Semitisch auch Luwisch und Pelasgisch gesprochen und geschrieben wurde. Die luwische Sprache hilft vor allem auch bei der Entschlüsselung der Kretischen Hieroglyphen, deren längster Text nach Woudhuizen der berühmte Diskos von Phaistos ist.
Woudhuizens Arbeiten zeigen, dass sich Schriftzeichen, Schriften und Sprachen des 2. Jahrtausends v. Chr. im gesamten Mittelmeerraum weitgehend voneinander ableiten. Im Hinblick auf die Transkription luwischer Hieroglyphen insistiert Woudhuizen, dass die Lautwerte der luwischen Sprache eingesetzt werden, die für rund 90 Prozent der Wörter bekannt sind. Die seit 1973 etablierte Standardmethode sieht hingegen eine Transkription mit lateinischen Begriffen vor. Das bekannte luwische Wort „parna“ (für Haus) wird daher mit dem lateinischen Begriff „DOMUS“ transkribiert. Woudhuizen argumentiert, dass die Übertragung ins Lateinische den Zugang zur luwischen Sprache versperrt und somit ihr Verständnis erschwert. Außerdem hat er Stellung gegen die sogenannte „neue Lesung“ von J. David Hawkins bezogen und vorgeschlagen, diese durch eine „adaptierte alte Lesung“ zu ersetzen.
Die Argumente von Woudhuizen wurden durch nachfolgende Untersuchungen in verschiedenen Fällen unterstützt:
- Seit den 1980er Jahren hat Woudhuizen argumentiert, dass die griechische Sprache erst um 1600 v. Chr. in den südlichen Balkan kam.[16] Ab 1988 hat Robert Drews dieses späte Datum bestätigt.[17]
- Woudhuizen argumentierte, dass Luwisch – wie alle anderen frühen indoeuropäischen Sprachen – eine Kentumsprache sein muss.[18] Dieses Argument wurde 2012 von Craig Melchert aufgegriffen.[19]
- Nach Woudhuizen tritt die luwische Hieroglyphenschrift bereits 2000 v. Chr. auf[20][21] – und Willemijn Waal bestätigte die Existenz von luwischen Schriftzeichen in der Mittleren Bronzezeit.[22]
- In den spätbronzezeitlichen luwischen Hieroglypheninschriften aus Yalburt und Südburg kommt häufig das Wort tíwaná vor. Bereits in den 1990er Jahren schlug Woudhuizen vor, dass dies das Wort für „Feind“ ist, wodurch die Texte verständlicher wurden.[23] Diese Interpretation hat Ilya Yakubovich später bestätigt.[24]
- Piero Meriggi identifizierte 1964 das Wort mu?-sà-ka-na in der Inschrift Kızıldağ 4 als „Phrygier“.[25] Woudhuizen war der einzige Wissenschaftler, der diese Lesung stets aufrechterhielt.[26] Im Jahr 2019 tauchte dann das Wort „Muski“ in der Inschrift von Türkmen-Karahöyük auf, wobei die Bearbeiter des Dokuments es als „phrygisch“ lesen und in einen Zusammenhang mit Kızıldağ 4 stellen.[27]
- Der Toskanische Würfel trägt die etruskischen Begriffe für Ziffern 1–6, wobei θu als „eins“ und zal als „zwei“ gelesen wird. Woudhuizen schlug vor, die Zahlen auszutauschen, so dass θu für „zwei“ steht und somit typisch indoeuropäisch ist.[28] Diese Interpretation wurde später von John Ray übernommen.[29]
- Seit den späten 1990er Jahren sagt Woudhuizen, dass die Südwest-Iberischen Inschriften in keltischer Sprache verfasst sind.[30] Nach 2009 wird dieser Ansatz auch von John Koch verfolgt.[31]

Die Expertise von Woudhuizen wurde in Fachkreisen sehr geschätzt, weshalb er zu zahlreichen Fachtagungen und internationalen Kongressen für Etruskologie, Thrakologie und Hethitologie eingeladen wurde, auf denen er in den Jahren 1989–2018 eine Vielzahl an Vorträgen hielt. Woudhuizen studierte die Arbeiten vieler Nachwuchswissenschaftler und förderte mit seinen Ratschlägen und Rezensionen unter anderem die Laufbahn von Ilya Yakubovich, Max Gander, Jorrit Kelder, Alice Mouton und Annick Payne. Mit seinem 2019 veröffentlichten, überarbeiteten Werk über die etruskische Sprache schloss er thematisch an das Œuvre seines Kollegen, des Etruskologen Lammert Bouke van der Meer, an, welches ihm seit der Bearbeitung des Liber Linteus vertraut war. Zu seinen Förderern zählte der Sozialwissenschaftler und Anthropologe Wim van Binsbergen, mit dem er eine langjährige Freundschaft unterhielt. Woudhuizen erkrankte 2020 an Leukämie und verstarb im darauffolgenden Jahr.

## Veröffentlichungen (Auswahl)
- Luwian Hieroglyphic Monumental Rock and Stone Inscriptions from the Hittite Empire Period. Institut für Sprachen und Literaturen der Universität Innsbruck, Innsbruck 2004
- Selected Luwian Hieroglyphic Texts. Band 1, Institut für Sprachen und Literaturen der Universität Innsbruck, Innsbruck 2004
- Selected Luwian Hieroglyphic Texts. Band 2, Institut für Sprachen und Literaturen der Universität Innsbruck, Innsbruck 2005
- The Earliest Cretan Scripts. Band 1, Institut für Sprachen und Literaturen der Universität Innsbruck, Innsbruck 2006
- The Earliest Cretan Scripts. Band 2, Institut für Sprachen und Literaturen der Universität Innsbruck, Innsbruck 2006
- The Ethnicity of the Sea Peoples. Erasmus-Universität Rotterdam, Rotterdam 2006
- Selected Luwian Hieroglyphic Texts. The Extended Version. Institut für Sprachen und Literaturen der Universität Innsbruck, Innsbruck 2011
- Ethnicity in Mediterranean Protohistory. British Archaeological Reports, Oxford 2011 (mit Wim M. J. van Binsbergen)
- The Liber Linteus. Institut für Sprachen und Literaturen der Universität Innsbruck, Innsbruck 2013
- The Language of Linear C and Linear D from Cyprus. Dutch Archaeological and Historical Society, Amsterdam 2017
- Indoeuropeanization in the Mediterranean. Shikanda Press, Haarlem 2018
- Etruscan as a Colonial Luwian Language: The Comprehensive Version. Dutch Archaeological and Historical Society, Amsterdam 2019
- mit Eberhard Zangger: Early Mediterranean Scripts. Conversations about Space and Time. Ege Yayınları, Istanbul 2021. ISBN 978-6-0576-7393-0

### Unselbständige Veröffentlichungen (Auswahl)
Talanta
- Arguments for the Authenticity of the Luwian Hieroglyphic Texts from the Mellaart Files. In: Talanta. 50, 2018, S. 183–212.
- Two Notes on Lydian. In: Talanta. 42/43, 2010/11, S. 207–213. Online
- Some more Etruscan Inscriptions. In: Talanta. 42/43, 2010/2011, S. 215–234 Online

Hermeneus
- De tweetalige inscripties op de gouden plaatjes van Pyrgi en het probleem van de oorsprong der Etrusken. In: Hermeneus. Nr. 75/5. Universidad de Valladolid, 2003, ISSN 1139-7489, S. 318–324.

Rivista di studi Fenici
- The Transmission of the Phoenician Alphabet in the Mediterranean Region. In: Rivista di studi Fenici. 35, 2006, S. 173–184.